# Wizards of Waverly Place (banda sonora)
Wizards of Waverly Place es la banda sonora de la serie original de Disney Channel del mismo nombre. Fue lanzada como CD, el 4 de agosto de 2009 por Walt Disney Records. Incluye canciones inspiradas por la serie de TV y en Wizards of Waverly Place: The Movie. 

## Curiosidades
- "Make It Happen" no aparece por razones desconocidas.
- La versión mexicana de la banda sonora incluye un tema extra: "Nada Es Aquí Lo Que Es"[1] por Romina Marroquín Payró.

## Sencillos
"Magic" es el primer sencillo, interpretado por Selena Gomez, es un sencillo digital de iTunes Store. La canción fue lanzada el 21 de julio de 2009 en Radio Disney en Estados Unidos y el video musical fue lanzado en Disney Channel el 24 de julio del mismo año. El video muestra a Selena Gomez cantando con un micrófono especial, y también muestra escenas de Wizards of Waverly Place: The Movie. "Magic" debutó en el nº61 en el Billboard Hot 100 con 42.000 descargas.

## Canciones
| Edición estándar |                                                                       |                           |          |  |
| N.º              | Título                                                                | Artista(s)                | Duración |  |
| 1.               | «Disappear»                                                           | Selena Gomez              | 3:39     |  |
| 2.               | «Magical»                                                             | Selena Gomez              | 2:54     |  |
| 3.               | «Magic*» (Originalmente por Pilot)                                    | Selena Gomez              | 2:49     |  |
| 4.               | «Strange Magic» (Originalmente por Electric Light Orchestra)          | Steve Rushton             | 3:20     |  |
| 5.               | «Magic**» (Originalmente por The Cars)                                | Honor Society             | 3:51     |  |
| 6.               | «Every Little Thing She Does Is Magic» (Originalmente por The Police) | Mitchel Musso             | 3:44     |  |
| 7.               | «Magic Carpet Ride» (Originalmente por Steppenwolf)                   | KSM                       | 2:57     |  |
| 8.               | «Magic***» (Originalmente por Olivia Newton-John)                     | Meaghan Jette Martin      | 4:08     |  |
| 9.               | «You Can Do Magic» (Originalmente por America)                        | Drew Seeley               | 4:08     |  |
| 10.              | «Some Call It Magic»                                                  | Raven-Symoné              | 3:08     |  |
| 11.              | «Do You Believe in Magic» (Originalmente por The Lovin' Spoonful)     | Aly & AJ (ahora 78violet) | 2:13     |  |
| 12.              | «Everything Is Not What It Seems» (Theme Song)                        | Selena Gomez              | 0:50     |  |

| Edición Mixup |                          |                        |          |  |
| N.º           | Título                   | Artista(s              | Duración |  |
| 13.           | «Nada Es Aquí Lo Que Es» | Romina Marroquín Payró | 0:50     |  |

### Bonus
Los contenidos de Bonus del CD de Wizards of Waverly Place incluye entrevistas exclusivas entre bambalinas con Gomez y también del videoclip de "Magic".

## Listas y ventas
El álbum debutó en el nº24 del Billboard 200, vendiendo 18 000 unidades en su primera semana. Vendiendo más de 172 000 copias en EE. UU. en octubre de 2010.
| Listas (2009)                          | Posición |
| -------------------------------------- | -------- |
| EE. UU. Billboard 200                  | 24       |
| EE. UU. Billboard Top BSO              | 4        |
| EE. UU. Billboard Kid Albums           | 2        |
| EE. UU. Billboard Comprehensive Albums | 30       |
| México Álbumes Top 100                 | 32       |
| Noruega Álbumes Top 40                 | 27       |

## Personal
Créditos
| - John Adair - Productor - Michael Bruno (miembro de Honor Society) - canto, guitarra - Kate Cabebe (miembro de KSM) - batería - Katie Cecil (miembro de KSM) - Coro, guitarra - Shelby Cobra (miembro de KSM) - Coro - Ryan Elder - Productor - John Fields - Productor, técnico, mezclado - Steve Gerdes - Director de Arte - Matthew Gerrard - Productor, mezclado - Selena Gomez - Coro, Batería - Paul David Hager - Mezcla - Steve Hampton - Productor - Daniel James - Mezcla - Andrew Lee (miembro de Honor Society) - coro, teclado, bajo - Jon Lind - A&R - Brian Malouf - Productor ejecutivo, mezcla - Stephen Marcussen - Mastering - Meaghan Jette Martin - coro - Dani Markman - A&R - William J. McAuley III - Productor, técnico | - Sophia Melon (miembro KSM) - coro, bajo - Alyson Michalka Aly (miembro 78violet - previamente conocido como Aly & AJ) - coro - Amanda Michalka A.J.(miembro 78violet - previamente Aly & AJ) - coro - Mitchel Musso - coro - Alexander Noyes (miembro Honor Society) - batería - Shae Padilla (miembro KSM) - Guitarra - Jason Pennock - Mezcla - Jason Rosen (miembro Honor Society) - coro, guitarra, teclado - Steve Rushton - coro - Curt Schneider - Productor - Drew Seeley - coro - Raven-Symoné - coro - Anabel Sinn - diseño - Louie Teran - Masterizado - Kent Verderico - Mezcla - Steve Vincent - Ejecutivo musical - Trey Vittetoe - Productor |